# Ветеранів
Ветера́нів — пасажирський залізничний зупинний пункт Рівненської дирекції Львівської залізниці.
Розташований за селищем Клевань Рівненського району Рівненської області поблизу КЗ «Рівненський обласний госпіталь інвалідів війни» на лінії Здолбунів — Ковель між станціями Клевань (2 км) та Цумань (9 км).
Станом на вересень 2017 р. на платформі зупиняються приміські поїзди.